# България на летните олимпийски игри 1980
България се състезава на Летните олимпийски игри 1980 в Москва, Русия. Страната печели общо 41 медала - 8 от които златни и се класира на 3-то място в общото класиране.

## Медалисти
| Медал          | Спортист | Вид спорт          | Дисциплина                    |
| -------------- | --- | ------------------ | ----------------------------- |
| Златен медал   | Петър Лесов | Бокс               | Мъже, до 51 кг                |
| Златен медал   | Любомир Любенов | Кану-каяк          | кану, 1000 м                  |
| Златен медал   | Стоян Делчев | Спортна гимнастика | висилка                       |
| Златен медал   | Янко Русев | Вдигане на тежести | Мъже, до 67,5 кг              |
| Златен медал   | Асен Златев | Вдигане на тежести | Мъже, до 75 кг                |
| Златен медал   | Георги Райков | Борба              | Класическа борба, до 100кг    |
| Златен медал   | Валентин Райчев | Борба              | свободна борба, до 74 кг      |
| Златен медал   | Исмаил Абилов | Борба              | свободна борба, до 82 кг      |
| Сребърен медал | Мария Петкова | Лека атлетика      | хвърляне на диск              |
| Сребърен медал | Надка Голчева Пенка Методиева Петкана Макавеева Снежана Михайлова Ваня Дерменджиева Красимира Богданова Ангелина Михайлова Диана Брайнова Евладия Славчева-Стефанова Костадинка Радкова Силвия Германова Пенка Стоянова | Баскетбол          | Жени                          |
| Сребърен медал | Любомир Любенов | Кану-каяк          | кану, 500 м                   |
| Сребърен медал | Ваня Гешева | Кану-каяк          | каяк, 500 м                   |
| Сребърен медал | Георги Гаджев Светослав Иванов Петър Мандажиев | Конен спорт        | Обездка                       |
| Сребърен медал | Димитър Запрянов | джудо              | 95 кг                         |
| Сребърен медал | Гинка Гюрова Марийка Модева Рита Тодорова Искра Велинова Надя Филипова (рулеви) | Академично гребане | четворка скул с рулеви        |
| Сребърен медал | Стоян Гунчев Христо Стоянов Димитър Златанов Димитър Димитров Стефан Димитров Йордан Ангелов Христо Илиев Петко Петков Каспар Симеонов Емил Вълчев Митко Тодоров Цано Цанов                                             | Волейбол           | Мъже                          |
| Сребърен медал | Стефан Димитров | Вдигане на тежести | до 60 кг                      |
| Сребърен медал | Благой Благоев | Вдигане на тежести | до 82,5 кг                    |
| Сребърен медал | Румен Александров | Вдигане на тежести | до 90 кг                      |
| Сребърен медал | Валентин Христов | Вдигане на тежести | до 110 кг                     |
| Сребърен медал | Александър Томов | Борба              | класическа борба до 100 кг    |
| Сребърен медал | Михо Дуков | Борба              | свободна борба, до 62 кг      |
| Сребърен медал | Иван Янков | Борба              | свободна борба, до 68 кг      |
| Сребърен медал | Славчо Червенков | Борба              | свободна борба, до 100 кг     |
| Бронзов медал  | Петър Петров | Лека атлетика      | 100 м                         |
| Бронзов медал  | Исмаил Мустафов | Бокс               | до 48 кг                      |
| Бронзов медал  | Борислав Ананиев Николай Илков | Кану-каяк          | двойка кану, 500 м            |
| Бронзов медал  | Борислав Борисов Божидар Миленков Лазар Христов Иван Манев | Кану-каяк          | четворка каяк, 1000 м         |
| Бронзов медал  | Стоян Делчев | Спортна гимнастика | многобой                      |
| Бронзов медал  | Илиян Недков | Джудо              | до 65 кг                      |
| Бронзов медал  | Минчо Николов Любомир Петров Иво Русев Богдан Добрев | Академично гребане | четворка скул                 |
| Бронзов медал  | Марияна Сербезова Румеляна Бончева Долорес Накова Анка Бакова Анка Георгиева | Академично гребане | четворка скул                 |
| Бронзов медал  | Сийка Барбулова Стоянка Груйчева | Академично гребане | двойка без рулеви             |
| Бронзов медал  | Любчо Дяков | Спортна стрелба    | пистолет, 50 м                |
| Бронзов медал  | Петър Запрянов | Спортна стрелба    | 50 м пушка, легнало положение |
| Бронзов медал  | Таня Димитрова Валентина Харалампиева Сильвия Петрунова Анка Узунова Верка Борисова Румяна Кайшева Майя Георгиева Таня Гогова Цветана Божурина Росица Димитрова Маргарита Герасимова Галина Станчева                    | Волейбол           | Жени                          |
| Бронзов медал  | Минчо Пашов | Вдигане на тежести | до 67,5 кг                    |
| Бронзов медал  | Неделчо Колев | Вдигане на тежести | до 75 кг                      |
| Бронзов медал  | Младен Младенов | Борба              | класическа борба, до 52 кг    |
| Бронзов медал  | Павел Павлов | Борба              | класическа борба, до 82 кг    |
| Бронзов медал  | Нермедин Селимов | Борба              | свободна борба, до 52 кг      |